# 角銅秀人
角銅 秀人（かくどう ひでと、1971年 - 2014年12月11日）は、元ニッポン放送の編成局制作部のディレクター。 

## 経歴
- 福岡県出身。1995年にニッポン放送入社。
- 10代の頃は、地元・福岡のKBCラジオの番組『PAO〜N ぼくらラジオ異星人』のリスナーだったようで、福岡県田川市で行われた同番組のイベント「キャン漫田川ツアー」で自分が撮った、パーソナリティの沢田幸二と出演者のラビット浦山の様子が写った写真が、月刊ラジオパラダイス 1986年11月号の『DJ生写真パーティ お写真しましょ』に掲載されている[1]。
- 2004年7月から2008年2月まで『ナインティナインのオールナイトニッポン』の5代目ディレクターを担当。
- 2007年8月25日、「オールナイトニッポン武道館」の総合演出を担当[2]。
- 2007年11月25日、第32回ホリプロスカウトキャラバン決選大会の審査員を務めた。
- 『福山雅治のオールナイトニッポンサタデースペシャル・魂のラジオ』『ゴッドアフタヌーン アッコのいいかげんに1000回』など数多くの人気番組でディレクターを務めた。
- 2008年1月29日に放送された特別番組『倖田來未のオールナイトニッポン』を担当した際、収録だったにもかかわらず「羊水発言」をそのままオンエアして大問題に発展し、社内処分でADに降格したが、2009年1月ごろからディレクターに復帰した。
- 2014年12月上旬にくも膜下出血で倒れ病院に搬送され、意識が戻らないまま12月11日に死去。43歳没[3]。20日になって日刊スポーツが死去を報じ、同日夜放送の『魂のラジオ』では福山雅治が「報道という形で出たので僕も触れさせていただきます。みんなにイジられ、愛された人だった」と思い出を語った[4]。25日放送の『ナインティナイン岡村隆史のオールナイトニッポン』では、岡村が「一番リスナーに愛され、一番キャラクターの濃いディレクターさんだった。倒れられて病院にも行かせていただいたのですが残念ながら天国に逝かれました。角銅さんというディレクターさんがいたということを忘れないでいてほしい」と語った。

## かつて担当していた番組
- 開局!フジテレビラジオ
- 高田文夫のラジオビバリー昼ズ（木曜日担当）
- 垣花正のニュースわかんない!?
- オリエンタルラジオのオールナイトニッポンR（金 27:00-29:00）
- 東貴博 ニッポン全国 ラジベガス（月-金 22:00-24:00、月曜と水曜担当）
- 吉田拓郎 わがままベスト10（AD時代）
- オールナイトニッポン40周年記念!ナインティナインのオールナイトニッポンずばっと年またぎ!!（2006年12月31日 23:00-25:00）
- ナインティナインのオールナイトニッポン（2004年7月 - 2008年2月、木 25:00-27:00）
- ゴッドアフタヌーン アッコのいいかげんに1000回（土 11:00-13:00）
- 東貴博のヤンピース（月－木 22:00－24:00、水曜日担当）
- 南海キャンディーズ 山里亮太のヤンピース フライデースペシャル（金 22:00-24:00）
- テリー伊藤のってけラジオ
- 高橋克実と山瀬まみ おしゃべりキャッチミー
- 所ジョージのオールナイトニッポンGOLD
- はんにゃのオールナイトニッポン（火 25:00-27:00）
- moumoon YUKAのオールナイトニッポンR（第1土 27:00-29:00）
- miwaのオールナイトニッポン（火 25:00-27:00）
- 大宮エリーのオールナイトニッポン（月 25:00-27:00）
- 福山雅治のオールナイトニッポンサタデースペシャル・魂のラジオ（2007年 - 2008年、2009年 土 23:30-25:00）
- AKB48のオールナイトニッポン（金 25:00-27:00）
- 宮藤官九郎のオールナイトニッポンGOLD（火 22:00-24:00）